# Daucus reboudii
Daucus reboudii là một loài thực vật có hoa trong họ Hoa tán. Loài này được Coss. ex Batt. & Trab. mô tả khoa học đầu tiên năm 1888.